# FAST Maketing
FAST Marketing
FAST Marketing được định nghĩa là phương pháp Marketing tập trung vào quảng cáo sản phẩm, đây là một phương pháp tiếp thị được nghĩ ra vào năm 1992 để tạo ra những thay đổi từng bước trong việc sử dụng các thương hiệu hàng hóa đóng gói.
FAST Marketing là sự kết hợp giữa quảng cáo thực tế cường độ cao với lấy mẫu sản phẩm quy mô lớn. Nó đã trở nên lạc hậu vào đầu những năm 2000 do sự phân mảnh của việc xem truyền hình, bản thân nó là kết quả của sự gia tăng lựa chọn phương tiện truyền thông và việc sử dụng Internet ngày càng tăng.
Lịch sử
Giáo sư John Deighton (khi đó thuộc Đại học Dartmouth, Hanover, New Hampshire) đã đề xuất vào năm 1984 rằng quảng cáo có thể đổi mới - nói cách khác là thay đổi nhận thức và trải nghiệm của người tiêu dùng đối với sản phẩm được quảng cáo. Năm 1988, khi còn ở Đại học Chicago, Deighton và Robert M. Schindler đã chứng minh nguyên tắc này bằng thực nghiệm
Cũng trong năm 1988, Giáo sư Lawrence Marks và Michael Kamins của Đại học Nam California đã chứng minh rằng những hiệu ứng sẽ không được tối ưu hóa nếu các tuyên bố của quảng cáo không phải là cường điệu, nói cách khác là quá thực tế, giống với cuộc sống.
Năm 1993, John Bunyard, người Anh,tại văn phòng của NW Ayer ở London, đã chứng minh bằng thực nghiệm rằng, việc kết hợp có hệ thống giữa tiền đề của quảng cáo với trải nghiệm thực tế đã tạo ra sự gia tăng trong việc mua hàng không thể được giải thích bằng tác dụng của quảng cáo và thử nghiệm sản phẩm. Bunyard đã đề xuất một mô hình 'trải nghiệm' mới, theo đó thử nghiệm kỹ thuật của một sản phẩm sẽ được ưu tiên hơn so với truyền thông thuyết phục và bản thân trải nghiệm sẽ được tối ưu hóa về mặt tâm lý bằng cách khớp chính xác với kỳ vọng do quảng cáo đặt ra ngay trước đó
Thử nghiệm
Bằng chứng thử nghiệm cho thấy một mô hình tiếp thị mới để đạt được sự tăng trưởng trong việc sử dụng thương hiệu, một thách thức nổi tiếng là khó khăn đối với các thương hiệu lâu đời. Công cụ này được nghĩ ra để khai thác lý thuyết ở quy mô thương mại, FAST Marketing, là một quá trình liên quan đến việc thử nghiệm thói quen của người tiêu dùng đối với một sản phẩm ngay sau quảng cáo trên truyền hình được thiết kế để đặt ra kỳ vọng chính xác về trải nghiệm thực sự. Hoạt động như vậy nhất thiết phải được thực hiện trên quy mô lớn để đạt được sự giao thoa đầy đủ giữa quảng cáo và thử nghiệm sản phẩm: thông thường một khu vực địa lý sẽ tiếp xúc với quảng cáo truyền hình đủ để tạo cơ hội cho tối đa ba phần tư hộ gia đình xem nó và khoảng một phần ba hộ gia đình sẽ nhận được mẫu sản phẩm.
Sau khi đưa tin về lý thuyết FAST trên các phương tiện truyền thông quốc gia, việc sử dụng nó nhanh chóng lan rộng trên toàn thế giới, được sử dụng rộng rãi bởi các nhà sản xuất hàng hóa đóng gói lớn và thường xuyên tạo ra sự gia tăng doanh số lâu dài trong các thử nghiệm có kiểm soát vượt xa những gì có thể bằng phương tiện tiếp thị thương hiệu thông thường. Mặc dù ngày nay hiếm khi được thực hành ở dạng thuần túy, một số công ty truyền thông quảng cáo nhất định vẫn tiếp tục sử dụng thuật ngữ này một cách lỏng lẻo để mô tả các chiến dịch tích hợp chuyên sâu.
Di sản lý thuyết
Về mặt tâm lý học, vào những năm 1990,  FAST Marketing thường được hiểu trong bối cảnh lý thuyết bất hòa về nhận thức với sự nhấn mạnh vào một động lực phổ quát để giảm sự bất đối xứng giữa niềm tin và thực tế. Các hiệu ứng hành vi của nó được gán đặc biệt cho mối quan hệ tin cậy được thiết lập bởi sự khẳng định kinh nghiệm về một kỳ vọng được đặt ra một cách trung thực bởi quảng cáo.
Trong thế kỷ 21, sự hiểu biết này đã được tinh chỉnh bởi những phát triển khoa học thần kinh liên quan đến hệ thống tâm lý, đặc biệt là đối với các hành vi được thiết lập tự động bởi sự phù hợp chính xác của kỳ vọng và thực tế. Những phát hiện như vậy đã thúc đẩy các cuộc điều tra phức tạp hơn về bản chất của trải nghiệm khách hàng bằng cách sử dụng các công cụ khoa học thần kinh và phương pháp khoa học khác biệt với nghiên cứu thị trường dựa trên bảng câu hỏi, dựa trên giải thích.
Những phương tiện phức tạp hơn để xác định trải nghiệm kinh doanh này đã lần lượt cho phép tạo ra những trải nghiệm trọn vẹn hơn về mặt tâm lý - những trải nghiệm đủ hấp dẫn để bản thân việc gọi quảng cáo không có cường điệu có thể thuyết phục. Suy nghĩ 'heuristic' (tức là đúng bản năng hơn là định hướng thuyết phục) này gần đây đã được cho mượn một động lực mới bởi việc tìm kiếm tính xác thực do mất niềm tin của người tiêu dùng vào hoạt động kinh doanh của công ty.